# Zadní Milíře

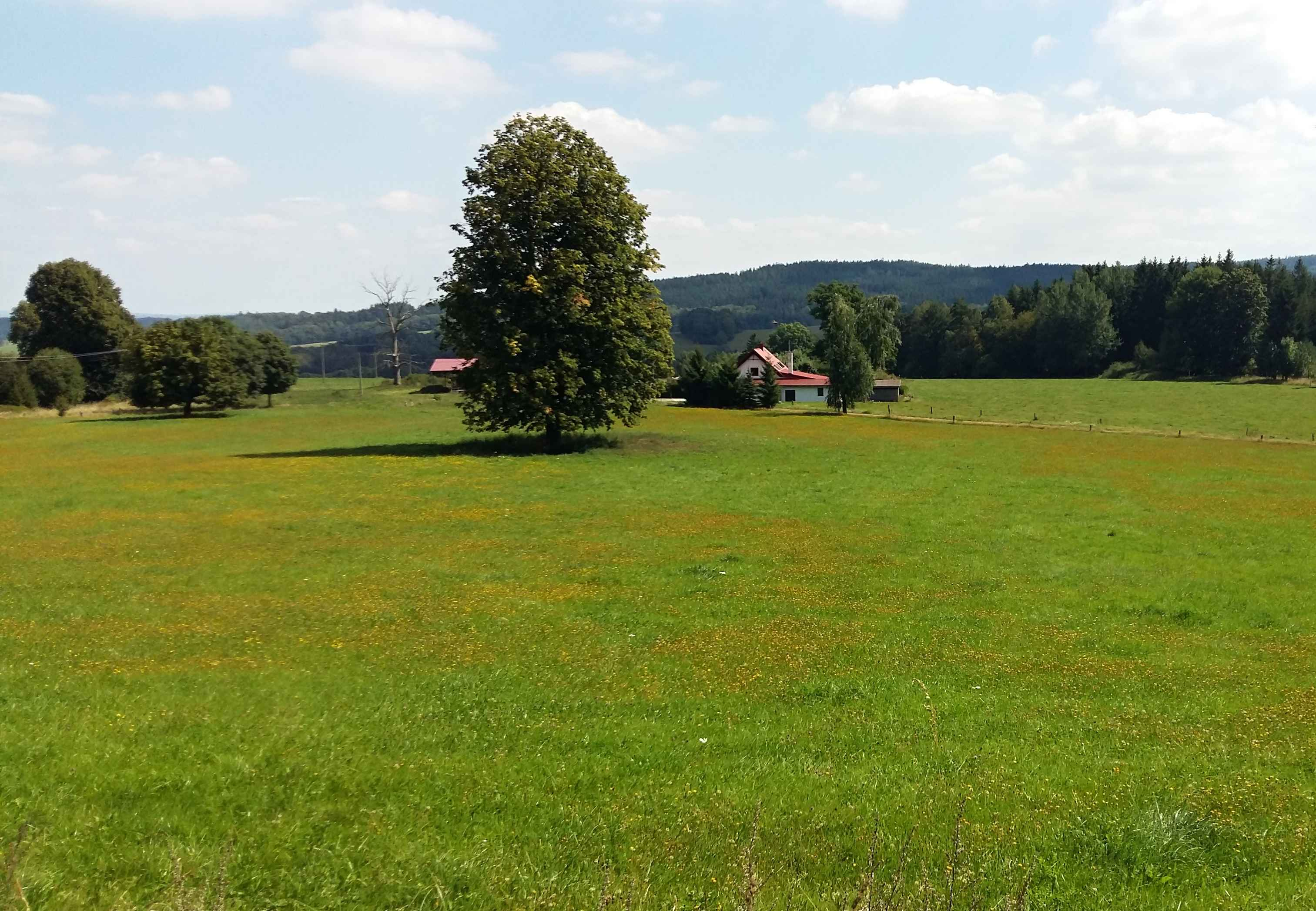
Ortsansicht

Zadní Milíře, 1955–1960 Planinka (deutsch Girnberg) ist ein Ortsteil der Gemeinde Milíře (Brand) in Tschechien. Er liegt siebeneinhalb Kilometer südwestlich von Tachov (Tachau) bzw. achteinhalb Kilometer südöstlich von Bärnau nahe der deutsch-tschechischen Grenze und gehört zum Okres Tachov.

## Geographie
Die Streusiedlung Zadní Milíře befindet sich am Rande eines ausgedehnten Waldgebietes im böhmischen Teil des Oberpfälzer Waldes (Český les). Nördlich erheben sich der Nad Hájovnou (Tellerberg, 665 m n.m.) und die Javořina (Ahornberg, 692 m n.m.), im Osten der Polom (Schillingberg, 711 m n.m.), südwestlich der Kamenný vrch (Steinberg, 714 m n.m.) und der Nad Myslivnou (657 m n.m.), im Westen der Dlouhý vrch (Langer Berg, 692 m n.m.) sowie nordwestlich der Pupek (Gaisthor, 734 m n.m.), die Bučina (Hintere Anleiten, 675 m n.m.) und der Liščí vrch (Hoher Knock, 708 m n.m.). Der Ort liegt am Übergang zwischen dem Naturpark Český les und dem gleichnamigen Landschaftsschutzgebiet Český les. 
Nachbarorte sind Hruškovna und Obora (Thiergarten) im Norden, Milíře, die Wüstung Kamenička (Steinhof), Mýtský Mlýn (Mauthmühle) und Mýto (Mauthdorf) im Nordosten, Studánka (Schönbrunn) im Osten, Písařova Vesce (Albersdorf) und Pastvina (Helldroth) im Südosten sowie Lesná (Schönwald) im Süden. Südwestlich lagen Ostrůvek (Inselthal) und Zlatý Potok (Goldbach), im Westen Pavlova Huť (Paulushütte) sowie nordwestlich Pavlův Studenec (Paulusbrunn) und Větrov (Baderwinkel); diese grenznahen Walddörfer sind nach dem Zweiten Weltkrieg erloschen.

## Geschichte
Der Ort gehört zu den Waldhäuselsiedlungen der Herrschaft Tachau und wurde 1777 erstmals urkundlich erwähnt. 1785 standen in Gürnberg 20 Häuser.
Im Jahre 1835 bestand das im Pilsner Kreis gelegene Dominikaldorf Girnberg bzw. Gürnberg aus 20 zerstreuten Waldhäusern mit 131 deutschsprachigen Einwohnern. Pfarr- und Schulort war Brand. Bis zur Mitte des 19. Jahrhunderts blieb das Dorf der Familienfideikommissherrschaft Tachau untertänig, Besitzer waren die Grafen Windisch-Graetz. 
Nach der Aufhebung der Patrimonialherrschaften bildete Girnberg ab 1850 einen Ortsteil der Gemeinde Brand / Milíře im Bezirk und Gerichtsbezirk Tachau. Im Jahre 1869 hatte das Dorf 171 Einwohner und bestand aus 20 Häusern. 1874 erhielt Girnberg eine eigene Schule. Im Jahre 1900 lebten in Girnberg 164 Personen, 1910 waren es 158. Nach dem Zusammenbruch der k.k. Monarchie wurde das Dorf 1918 Teil der neu gebildeten Tschechoslowakei. Beim Zensus von 1921 lebten in den 24 Häusern von Girnberg 148 Deutsche. Zwischen 1925 und 1926 wurde die Messkapelle der hl. Anna errichtet. Im Jahre 1930 bestand das Dorf aus 27 Häusern und hatte 155 Einwohner. Nach dem Münchner Abkommen wurde Girnberg im Herbst 1938 dem Deutschen Reich zugeschlagen und gehörte bis 1945 zum Landkreis Tachau. Nach dem Ende des Zweiten Weltkrieges wurde Girnberg wieder Teil der Tschechoslowakei. Die deutschböhmische Bevölkerung wurde vertrieben und das Dorf wegen der Grenznähe nur schwach wiederbesiedelt. Nach der Errichtung des Eisernen Vorhangs wurde Girnberg Teil der gesperrten Grenzzone. Im Jahre 1950 lebten in den 16 Häusern von Girnberg nur noch neun Personen. In den 1950er Jahren wurde das Dorf gänzlich abgesiedelt; der Abriss der Kapelle erfolgte um 1953. Im Jahre 1955 erfolgte die Umbenennung in Planinka, 1960 wurde der Ortsname in Zadní Milíře geändert. Zum 1. Juli 1960 wurde Zadní Milíře zusammen mit Milíře nach Lučina eingemeindet. Zum 26. November 1971 erfolgte wegen des anstehenden Talsperrenbaus die Aufhebung der Gemeinde Lučina und die Verlegung des Gemeindesitzes nach Milíře. Am 1. Januar 1980 wurde Zadní Milíře nach Halže eingemeindet. In dieser Zeit wurde Zadní Milíře wieder besiedelt; bei der Volkszählung von 1980 lebten 25 Personen in acht Häusern. Mit Beginn des Jahres 1990 erfolgte die Umgemeindung von Milíře und Zadní Milíře nach Lesná; beide Dörfer lösten sich zum 24. November 1990 wieder von Lesná los und bildeten die Gemeinde Milíře. 1991 lebten in den neun Häusern von Zadní Milíře 29 Personen. Beim Zensus von 2011 bestand das Dorf aus elf Wohnhäusern, in denen 31 Menschen lebten.

## Ortsgliederung
Zadní Milíře ist Teil des Katastralbezirks Milíře u Tachova.

## Söhne und Töchter des Ortes
- Artur Zechel (1911–2002), Archivar und Historiker

## Sehenswürdigkeiten
- Wallfahrtskapelle der hl. Anna, westlich des Dorfes am Weg nach Pavlova Huť. Der Ziegelbau wurde 1935 mit Unterstützung durch Agnes von Thun und Hohenstein, geborene zu Windisch-Grätz, anstelle eines hölzernen Vorgängerbaus errichtet und im Sommer desselben Jahres durch den Tachauer Erzdechanten Rudolf Korl geweiht. Mit der Errichtung der Grenzzone lag sie ab 1948 im Sperrgebiet. 1970 fehlte das Dach der Kapelle, danach wurde sie als Baumaterial abgebrochen. Ab 2016 wurde sie auf den alten Grundmauer durch das Unternehmen Lesy ČR, s.p. neu errichtet und am 30. September 2017 geweiht.[6]
- Jagdstein am Dlouhý vrch, westlich des Dorfes im Wald. Die deutschsprachige Inschrift erinnert daran, dass Alfred II. zu Windisch-Grätz an der Stelle am 24. Oktober 1861 den letzten Hirsch seiner Wälder erlegte.
- Czerny-Gedenkstein, südlich des Dorfes im Wald. Das kunstvoll in Form eines reich verzierten Breitpfeilers gestaltete Denkmal erinnert an einen Jagdunfall vom 28. August 1855, bei dem der 20-jährige Forstpraktikant Wenzl Czerny erschossen wurde. Die deutschsprachige Inschrift im Sockel ist stark verwittert.
- Bildstock an der Straße nach Milíře

### Ehemalige Bauwerke
- Kapelle der hl. Anna, der einschiffige, reich verzierte Jugendstilbau mit rechteckigem Grundriss von 7 × 10 m und einer Höhe von 9 m war in der Hauptfassade mit einem 12 m hohen Glockenturm versehen. Am 8. September 1925 erfolgte die Grundsteinlegung; am 10. Oktober 1926 wurde die Kapelle geweiht. 1927 wurden rund um die Kapelle Lindenbäume gesetzt. Trotz ihres sehr guten Bauzustandes wurde die Kapelle um 1953 abgerissen. Erhalten sind nur die Linden. Der Standort der Kapelle befand sich in der unmittelbar südlich der Buswendeschleife stehenden Baumgruppe.[7]